# Rombo (settimanale)
Rombo è stato un settimanale italiano specializzato in automobilismo, pubblicato dal 1981 al 2001.

## Storia

Il pilota Teo Fabi, nel fine settimana del Gran Premio d'Italia 1986, legge una copia di ROMBOlaser, uno speciale supplemento gratuito realizzato quotidianamente in loco dalla redazione di Rombo.

La rivista fu fondata nel 1981 dal giornalista Marcello Sabbatini, il quale poche settimane prima aveva lasciato la direzione di Autosprint a causa di divergenze editoriali.
Il primo numero della neonata testata, sostenuta dall'imprenditore parmigiano Calisto Tanzi, venne pubblicato il 21 aprile 1981. Tra i componenti della redazione vi erano già diversi nomi noti nel mondo del giornalismo motoristico, come Carlo Cavicchi, inviato per i rally, in seguito direttore di Quattroruote e Alberto Sabbatini, figlio di Marcello e successivamente direttore di Autosprint, inviato per il motociclismo. Altri giornalisti che fecero parte della rivista, come quello di Marco Magri, caporedattore, ed Eugenio Zigliotto, inviato per la Formula 1, appartenevano invece a quella parte della redazione di Autosprint che aveva seguito Marcello Sabbatini alla nuova rivista.
La rivista, che usciva ogni martedì nelle edicole, si proponeva come "settimanale di attualità e politica motoristica", trattando i maggiori campionati nazionali e internazionali disputati nelle varie discipline sportive dell'automobilismo e del motociclismo. Inoltre, fin dagli esordi fu affiancata dal programma televisivo Rombo TV, in onda inizialmente sulla syndication Euro TV e successivamente su alcune televisioni locali.
Circa un decennio dopo la sua fondazione, il settimanale andò in crisi a causa di una serie di articoli fortemente critici verso la Scuderia Ferrari, che avevano portato il Gruppo Fiat a ritirare dalla rivista tutte le proprie inserzioni pubblicitarie: ciò portò al disimpegno di Tanzi.
Nel 1992 la pubblicazione fu quindi rilevata dall'imprenditore bolognese Alfredo Cazzola, già organizzatore del Motor Show e presidente della Virtus Pallacanestro Bologna, che ne cambiò nome in Rombo - Auto&Sport. Alberto Sabbatini, il quale nel 1989 era passato alla redazione motori del Corriere della Sera, nel 1993 ritornò alla direzione della rivista da lui fondata.
L'apice della rivista coincise con l'epoca in cui la Formula 1 venne segnata dalla morte di Ayrton Senna; in quest'occasione, la rivista fece uno dei suoi più importanti scoop, pubblicando in esclusiva la riproduzione della telemetria della Williams FW16 guidata dal pilota brasiliano nei secondi determinanti dell'incidente di Imola.
In seguito la rivista subì un lento declino: nel 1997 il settimanale venne messo in liquidazione insieme al gruppo editoriale da parte di Cazzola, con la definitiva chiusura avvenuta nel 2001.